# عندليب
العندليب (الجمع: عَنَادِل) أو السُّمْنَة الهزارية أو الهزار الأشرق (الاسم العلمي: Luscinia luscinia) هو عصفور صغير ينتمي إلى فصيلة خاطفات الذباب، كان يصنف سابقا ضمن الفصيلة السمنية.
يعتبر هذا الطائر أحد أنواع الطيور المهاجرة التي تتغذى عن الحشرات يتكاثر في غابات أوروبا والمناطق القطبية الشمالية القديمة ويستقر في إفريقيا شتاءً. يعشش بالقرب من الأرض في شجيرات كثيفة.
يشبه العندليب طائر أبو الحناء الأوروبي في الحجم. لونه بنّي ضارب إلى الرمادي في الأعلى وأبيض وبنّي ضارب إلى الرمادي في الأسفل. درجاتها اللونية الرمادية، والتي تعطي مظهرًا معتمّا للجانب السفلي، ونقص لطخات صهباء اللون بجانب الذيل الخاصة بالهزار هي أوضح اختلافات عن هذا النوع. جنسا الطائر كلاهما متشابهان. لديه صوت مشابه لصوت الهزار، ولكنه أقوى منه.
ويسمى صوت العندليب عندلة، تعني هذه الكلمة الشدو والغناء والترنيم.

## الرموزية
لكل شخص يملك صوتاً غنائيًا جميلاً، مثلما كان يلقب عبد الحليم حافظ بالعندليب الأسمر لجمال صوته.

## الملاحظات
1. ↑  يقصد بالعندليب في بعض البلدان العربية طائر مشابه اسمه الهزار.

## روابط خارجية
- Avibase[وصلة مكسورة]
- الهزار الأشرق - النص عن هذا النوع في «أطلس طيور جنوب إفريقيا» (The Atlas of Southern African Birds).